# Jacques Stosskopf (pétrolier-ravitailleur)
Pour les articles homonymes, voir Jacques Stosskopf.
Le Jacques Stosskopf (numéro de coque A726) est un bâtiment ravitailleur de forces construit pour la Marine française.
Il est le premier bâtiment de la marine nationale à être baptisé en l'honneur de l'ingénieur militaire Jacques Stosskopf, membre de la résistance française et fusillé le 1er septembre 1944.

## Histoire
Comme tous les navires de sa classe, le bâtiment est construit en deux étapes : la partie avant est construite par Fincantieri dans ses chantiers de Castellammare di Stabia, près de Naples ; l'arrière est assemblé à Saint-Nazaire, aux Chantiers de l'Atlantique, à partir de 13 blocs soudés sur la partie avant.
Fincantieri procède à la première découpe de tôle de la partie avant le 1er février 2022, et pose la quille le 6 décembre. La construction de la partie avant est achevée le 22 décembre 2023.
De leur côté, les Chantiers de l'Atlantique commencent l'usinage des tôles de la partie arrière vers le 12 décembre 2023.
Le 10 avril 2024, le noyau d’équipage du navire, encore en deux morceaux, reçoit son fanion, frappé de la devise « Numquam ex actio » (jamais hors de combat). La construction de l'arrière s'engage quelques jours après, le 20 avril, quand le tronçon avant est positionné dans la forme de construction, pour une mise en place (opération consistant donc à la pose de la quille dans le chantier naval français) dans la nuit. La jonction est considérée comme achevée le 14 juin et le 19 août 2024, le navire est mis à l'eau et quitte sa forme de construction.
Les essais en mer commencent le 9 avril 2025.